# Heliotropium laricum
Heliotropium laricum är en strävbladig växtart som beskrevs av Joseph Friedrich Nicolaus Bornmüller. Heliotropium laricum ingår i Heliotropsläktet som ingår i familjen strävbladiga växter. Inga underarter finns listade i Catalogue of Life.